# Rendína (Kardítsa)
Rendína, en grec moderne : Ρεντίνα, est un village et un ancien dème du district régional de Kardítsa, en Thessalie, Grèce. Depuis 2010, il est fusionné au sein du dème de Sofádes.
Selon le recensement de 2011, la population du dème compte 295 habitants, tandis que celle du village s'élève à 288 habitants.